# Metal Slug: Collection PC
Metal Slug: Collection PC est un jeu vidéo du type run and gun développé par SNK Playmore (et SNK pour les premiers titres de la série) et édité par DHM Interactive, disponible sur PC en 2009. Le jeu est une compilation de la série Metal Slug, il contient donc les jeux Metal Slug, Metal Slug 2, Metal Slug X, Metal Slug 3, Metal Slug 4, Metal Slug 5 et Metal Slug 6,.

## Système de jeu
Metal Slug est un jeu de plate-forme en 2D : le joueur avance de gauche à droite dans des niveaux explosifs, foisonnants de tirs ennemis. Le joueur doit tirer en rafale sur ces ennemies et se frayer un chemin dans ces niveaux.